# Victor Moore
Victor Moore (24 de febrero de 1876 -  23 de julio de 1962) fue un actor y comediante de nacionalidad estadounidense.

## Carrera
Su verdadero nombre era Victor Frederick Moore, y nació en Hammonton, Nueva Jersey.
Victor Moore debutó en el cine en 1915, protagonizando tres filmes ese año, dos de los cuales fueron dirigidos por Cecil B. DeMille, Chimmie Fadden y Chimmie Fadden Out West.
A lo largo de su carrera intervino en más de 50 películas y en 21 espectáculos en Broadway. Su primera actuación en Broadway fue en la obra Rosemary (1896). También trabajó en la pieza de George M. Cohan Forty-five Minutes from Broadway, estrenada el 1 de enero de 1906, y en su secuela The Talk of the Town (1907). Siguió participando en espectáculos como Oh, Kay! (1926, en el papel de Shorty McGee), Hold Everything! (como Nosey Bartlett), Of Thee I Sing (1931, obra de George y Ira Gershwin, interpretada junto a William Gaxton), Let 'Em Eat Cake (1933), Anything Goes (1934, obra de Cole Porter, en el papel de Moonface Martin), y Louisiana Purchase (1940, musical de Irving Berlin, en el papel de Oliver P. Loganberry).
En el cine Victor Moore coincidió en dos ocasiones con Bob Hope, la primera en Louisiana Purchase (1941), y la segunda en Star Spangled Rhythm (1942).
También actuó en filmes de Hollywood como Swing Time (1936, con Fred Astaire y Ginger Rogers), Make Way for Tomorrow (1937), The Heat's On (con Mae West), Duffy's Tavern (1945), Ziegfeld Follies (1946), It Happened on 5th Avenue (Sucedió en la Quinta Avenida) (1947), On Our Merry Way (1948), A Kiss in the Dark (1949), y We're Not Married (1952, su segunda interpretación junto a Ginger Rogers). Su último trabajo para la gran pantalla fue un cameo en The Seven Year Itch (La tentación vive arriba) (1955).
Su papel más inusual llegó en 1945, en la producción de dibujos animados interpretada por el Pato Lucas Ain't That Ducky. Moore estaba tan satisfecho con su caricatura que se ofreció a poner su voz de manera gratuita, con la condición de que los animadores le dibujaran con algo más de pelo.

## Vida personal
Moore se casó dos veces. La primera, en 1902, con la actriz Emma Littlefield. El matrimonio duró hasta el fallecimiento de ella en 1934. Tuvieron 3 hijos: Victor Junior (1910), Ora (1919), y Robert (1921). 
Su segunda esposa fue Shirley Paige, más de cuarenta años más joven que Moore, con la que se casó en 1942. Permanecieron juntos hasta el fallecimiento del actor, hecho ocurrido el 23 de julio de 1962 a causa de un infarto agudo de miocardio, en East Islip, Nueva York. Tenía 86 años de edad. Fue enterrado en el Cementerio Cypress Hills de Brooklyn, Nueva York.

## Filmografía

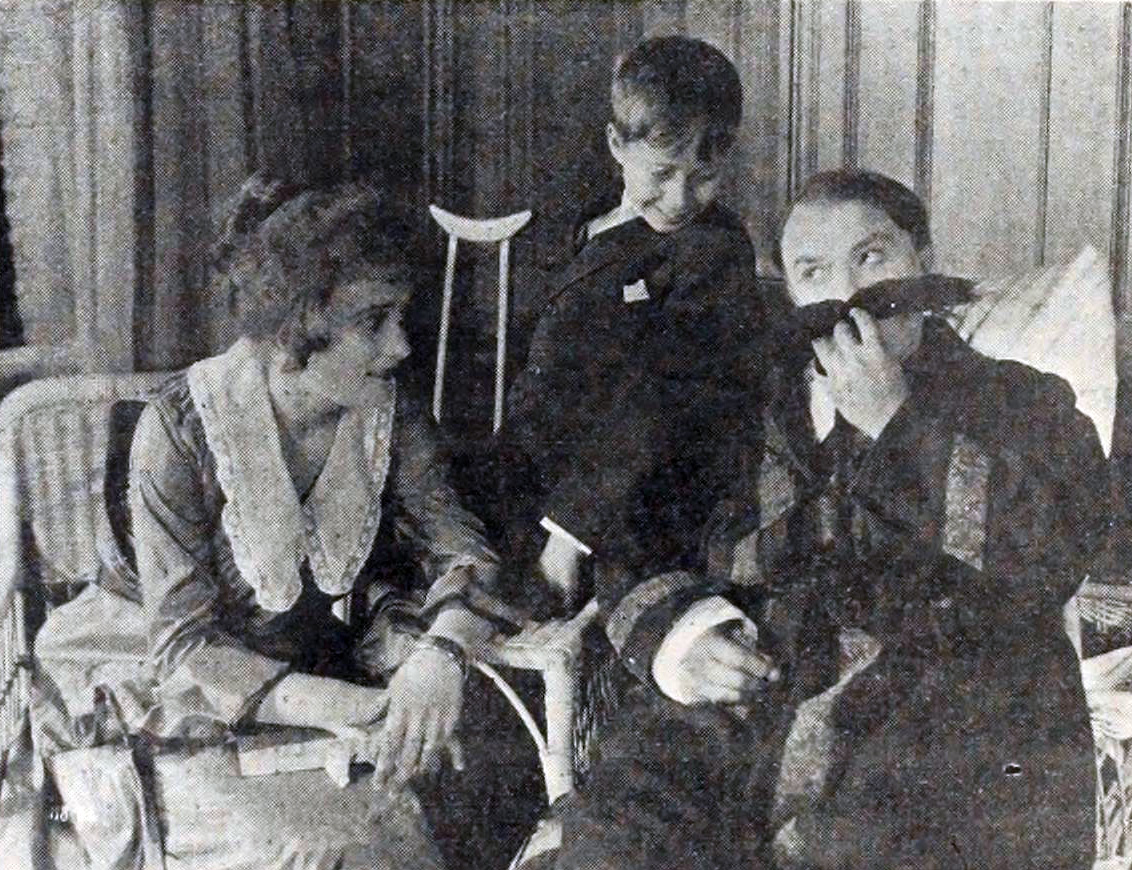
The Clown (1916)

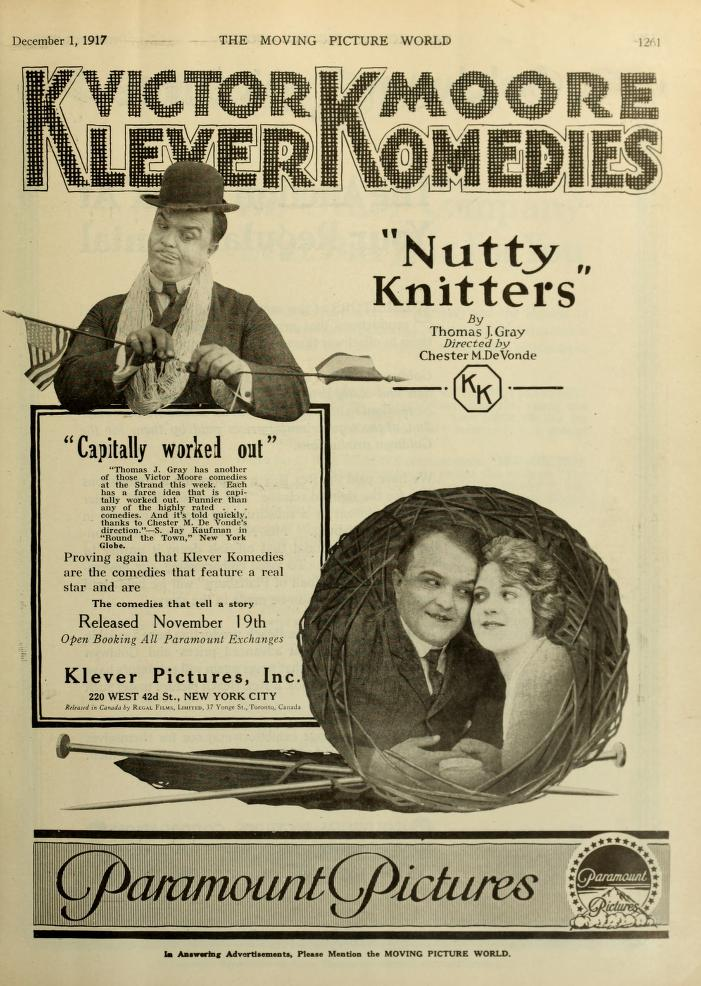
Nutty Knitters (1917)

### Cine mudo
- Snobs (1915)
- Chimmie Fadden (1915)
- Chimmie Fadden Out West (1915)
- The Race (1916)
- The Clown (1916)
- In Society and Out (1916)
- The Best Man (1916)
- The Wrong Mr fox (1917)
- He Meant Well (1917)
- Did it ever Happen to You? (1917)
- The Sleepwalker (1917)
- He got there Afterall (1917)
- Some Doctor (1917)
- His Military Figure (1917)
- Ballad and Bologna (1917)
- Invited Out (1917)
- Flivvering (1917)
- Moving (1917)
- Community (1917)
- Bungalowing (1917)
- Oh, Pop! (1917)
- Camping (1917)
- In Bed-In Bad (1917)
- The Cow Jumped Over the Moon (1917)
- Home Defense (1917)
- Faint Heart and Fair Lady (1917)
- Nutty Knitters (1917)
- Toothaches and Heartaches (1917)
- The Installment Plan (1917)
- Oh! U-Boat (1917)
- Meatless Days and Sleepless Nights (1918)
- He Got His (1918)
- Adam and His Eves (1918)
- The Man Who Found Himself (1925)

### Cine sonoro
- Dangerous Nan McGrew (1930)
- Head's Up (El yate de cupido) (1930)
- Love in the Suburbs (1931)
- Ladies not Allowed (1932)
- Romance in the Rain (1934)
- Gold Diggers of 1937 (1936)
- Swing Time (1936)
- We're on the Jury (1937)
- Meet the Missus (1937)
- The Life of the Party (1937)
- She's got Everything (1937)
- Make Way for Tomorrow (1937)
- Radio City Revels (1938)
- This Marriage Business (1938)
- Louisiana Purchase (1941)
- Star Spangled Rhythm (1942)
- Riding High (1943)
- The Heat's On (1943)
- True to Life (1943)
- This Is the Army (1943)
- Carolina Blues (1944)
- Duffy's Tavern (1945)
- It's in the Bag! (1945)
- Ziegfeld Follies (1946)
- It Happened on 5th Avenue (Sucedió en la Quinta Avenida) (1947)
- On Our Merry Way (1948)
- A Kiss in the Dark (1949)
- We're Not Married (1952)
- The Seven Year Itch (La tentación vive arriba) (1955)